# Archidiocèse grec-orthodoxe de Homs
L'archidiocèse grec-orthodoxe de Homs (en arabe : مطرانية الروم الأرثوذكس في حمص) est une circonscription de l'Église orthodoxe d'Antioche. Il a son siège à Homs.
Son métropolite actuel est Gregorios Khoury (pl), qui a succédé à Georges Abou Zakhem le 8 décembre 2023.